# Балашов Михайло Юхимович
Балашо́в Миха́йло Юхи́мович (*15 грудня 1903, село Старе Ахматово, Нижньогородська область — †26 вересня 1943, село Військове, Дніпропетровська область) — сапер, учасник Другої світової війни, Герой Радянського Союзу (19 березня 1944 — посмертно).

## Життєпис
Михайло Юхимович з 1939 року жив в Сарапулі, Удмуртія. У Другій світовій війні з травня 1942 року, на Сталінградському фронті. Сапер 28-го гвардійського відділення саперного батальйону 25-ї гвардійського стрілецького дивізіону 6-ї армії.
Гвардійський рядовий Балашов відмітився при форсуванні Дніпра біля села Військове Дніпропетровської області. В складі групи саперів на невеликому човні під вогнем противника переправляв особовий склад на правий берег. Рухаючись попереду батальйону, закладав міни на підступах до оборони. Відбиваючи атаку німців, підірвав себе разом з ворогом протитанковою міною.
Нагороджений орденами Леніна, Вітчизняної війни I ступеня.